# 경비원
경비원(警備員, 영어: security guard, security inspector, security officer, factory guard, protective agent)은 건물에서 방문자의 출입을 점검하고 필요한 정보를 제공할 수 있으며, 침입, 도난, 화재, 기타 위험 방지와 재산을 감시하는 직업이다. 아파트와 같은 주택 경비원의 경우, 경비실에 머무는 경우가 많다.
제한은 없지만 업무상 건강하고 강인한 체력을 가지고 있어야 하며, 개인의 생명과 재산을 보호하는 중요한 임무를 수행하므로 이에 대한 철저한 책임의식이 요구된다. 위급 상황 시 신속하게 대처할 수 있는 신속함과 정확한 판단력, 위기대처능력이 요구된다.
서비스업에 종사하는 관계로 사회성과 책임감, 정의감을 가진 사람에게 적합하며, 정직, 자기통제 능력, 남에 대한 배려, 스트레스를 감내할 수 있는 성격을 가진 사람들에게 유리하다.

## 업무
경비원은 아파트, 주택, 사무실 등 각종 건물 및 시설물을 관리하며, 건물 내의 거주자들을 화재, 도난, 불법침입으로부터 보호하기 위해 출입자 통제, 내방객 안내 등의 업무를 담당한다. 건물에서 방문자의 출입을 점검하고 필요한 정보를 제공하며 불법침입 또는 도난, 화재 및 기타 위험방지와 재산을 감시한다. 건물을 관리하며 간단한 수선 및 정비를 한다. 소음 및 재산의 잘못사용과 같은 문제에 있어서 거주자 및 기타 건물 사용자의 행위를 규제한다. 거주자 대신 배달물을 접수하거나 방문자에게 필요한 정보를 제공하는 등 부재중인 거주자를 위하여 소규모의 서비스를 제공한다. 현재 경비원이 되기 위해 요구되는 학력의 제한은 없다.

## 경비교육
경비업법 제2조에서 공항이나 국가중요시설의 경비 및 위험발생을 방지하기 위해 특수경비업을 규정하고 있으며, 경비업법 시행령 및 시행규칙에서 특수경비원은 신임교육으로 법령교육 등 이론 15시간, 테러 대응요령 등 실무교육 69시간을 이수하도록 하고 있다. 또한, 특수경비원에 대해 매월 6시간씩 직무수행에 필요 한 이론·실무과목, 그 밖에 정신교양을 실시하도록 규정하고 있다. 교육은 경비업 협회에서 주로 담당하고 있다.

## 특수경비원의 단체행동권 제한 사건
특수경비원의 단체행동권 제한 사건은 대한민국은 유명 헌법재판소 판례이다.

### 사실관계
인천공항 특수경비원 청구인은 인천공항보안검색노동조합의 조합원으로 공무원 신분이 아님에도 불구하고 특수경비원에 대해서 단체행동권을 제한한 경비업법은 특수공무원의 노동3권, 행복추구권, 집회결사 및 단체행동권을 침해한다며 2007년11월에 헌법소원을 냈다.

##### 결론
합헌, 6대3

## 이유
특수경비원 업무의 강한 공공성과 소총과 권총 등 무기를 휴대한 상태로 근무할 수 있는 특수성 등을 가지고 있다"며 "특수경비원의 신분이 공무원이 아닌 일반근로자라는 점에만 치중해 특수경비원에게 근로3권을 모두 인정해야 한다고 보기 어렵다. 특수경비원에 대해 단결권, 단체교섭권에 대한 제한은 전혀 두지 않으면서 단체행동권 중 '경비업무의 정상적인 운영을 저해하는 일체의 쟁위행위'만을 금지한 것은 입법목적 달성에 필요불가결한 최소한의 수단이므로 침해의 최소성 원칙에 위배되지 않는다. 경비업법 관련조항으로 인해 특수경비원이 단체행동권을 제한받는 불이익은 부정할 수 없지만 국가·사회의 중추를 이루는 중요시설 운영에 안정을 기함으로써 얻게 되는 국가안전보장, 질서유지, 공공복리 등의 공익이 매우 크므로 기본권제한은 법익의 균형성 원칙에 위배되지 않는다.

## 반대의견
근로3권에 관한 헌법해석상 헌법이 특별히 개별적 유보조항을 두고 있는 '공무원'과 '주요산업방위산업체 근로자'가 아닌 '일반 근로자'의 경우 단체행동권을 전면적으로 금지하는 법률은 현행 헌법상 허용될 수 없다.

## 참고 문헌
- 헌법재판소 판례 2009.10.29. 2007헌마1359
- 류인하, 총기소지 가능한 특수경비원 단체행동권 제한은 합헌, 법률신문, 2009-11-03 보관됨 2016-03-04 - 웨이백 머신
- 정회철, 최근 5년 중요헌법판례,윌비스, 2014.

## 같이 보기
- 근로 3권
- 경비지도사

## 참고 자료
- 「한국경비산업발전사」, 민간경비업체의 운영 실정, 김정환 저, 백산출판사(2003년, 102~142p)